# Miguel Sampol Pucurull
Miguel Sampol Pucurull (* 1974 in Barcelona) ist ein spanischer Jurist. Er ist Richter am Gericht der Europäischen Union.

## Leben und Wirken
Sampol Pucurull studierte Rechts- und Wirtschaftswissenschaften an der Päpstlichen Universität Comillas. 1997 schloss er seine rechtswissenschaftlichen und ein Jahr später auch seine wirtschaftswissenschaftlichen Studien ab.
2002 trat er als Abogado del Estado in den Dienst der spanischen Justiz und vertrat als solcher den Staat vor den spanischen Gerichten. 2005 trat er in den juristischen Dienst des spanischen Ministeriums für Kultur ein; ein Jahr später wechselte er zum juristischen Dienstes des spanischen Außenministeriums, wo er für Fragen im Zusammenhang mit dem Gerichtshof der Europäischen Union zuständig war. 2007 vertrat er Spanien als Rechtsberater bei der Ständigen Vertretung Spaniens bei der Europäischen Union. 2014 kehrte er nach Spanien zurück und übernahm die Leitung der Untergeneraldirektion für Angelegenheiten der Europäischen Union und internationale Angelegenheiten beim zentralen juristischen Dienst des Staates im spanischen Justizministerium. Hier gehörte es unter anderem zu seinen Aufgaben, als Spanien bei Verfahren vor den europäischen Gerichten zu vertreten. Außerdem war zeitgleich Mitglied der Verwaltungsräte mehrerer öffentlicher Unternehmen.
Sampol Pucurull wurde am 26. September 2019 zum Richter am Gericht der Europäischen Union ernannt.